# Erik Holtan
Erik Holtan (Moss, 20 april 1969) is een voormalig betaald voetballer uit Noorwegen die speelde als doelman gedurende zijn carrière. Hij beëindigde zijn actieve loopbaan in 2006 bij Moss FK.

## Interlandcarrière
Holtan speelde in totaal 18 interlands voor het Noors voetbalelftal. Onder leiding van bondscoach Nils Johan Semb maakte hij zijn debuut op 20 november 2002 in het oefenduel tegen Oostenrijk (0-1) in Wenen, net als Torjus Hansén (Arminia Bielefeld) en Brede Hangeland (Viking FK).

## Erelijst
Odd Grenland
- Beker van Noorwegen

2000